# Шмачкова, Оксана Анатольевна
Оксана Анатольевна Шмачкова (родилась 20 июня 1981 года) — российская футболистка, игравшая на позиции защитницы.

## Карьера
В футболе с 1991 года, первый тренер Шмачков А. В. Выступала за команды «Кубаночка», «КМВ-Пятигорск», «Калужанка», «Рязань-ВДВ», «Энергия» (Воронеж) и «Россиянка», в составе последней раскрыла свои таланты, завоевав там три титула чемпионки России из шести. В 2011 году завершила карьеру из-за постоянных травм.

## Достижения

### Командные
- 6-кратная чемпионка России (1999, 2000, 2002, 2003, 2005, 2006)
- 3-кратная обладательница Кубка России (2005, 2006, 2008)
- Участница розыгрыша Кубка УЕФА (2001/2002, 2003/2004)
- Обладательница Кубка Альбены (2005, 2006)

### Личные
- Мастер спорта России